# Hasan Tahsin Pacha
Pour les articles homonymes, voir Hasan Tahsin (homonymie).
Hasan Tahsin Pacha, né en 1845 à Messaria (en) (Empire ottoman) et mort en 1918 à Lausanne (Suisse), est un officier supérieur de l'armée ottomane et un haut fonctionnaire ottoman.

## Biographie
Après s'être engagé en 1870, il servit d'abord dans la gendarmerie ottomane puis il rejoignit l'armée ottomane. Il commanda la 6e division de Trabzon lors de la guerre gréco-turque (1897). Il commanda ensuite la garnison de Salonique. De 1908 à 1910, il fut gouverneur du Yémen avant de revenir commander la garnison de Salonique avec le grade de Ferik.
Il prit sa retraite en 1912 mais fut rappelé pour diriger l'organisation de la défense de Ioannina.
Au début de la première Guerre balkanique, il reprit le commandement de l'armée de Salonique. Il fut vaincu par l'armée grecque commandée par le diadoque Constantin à Sarantáporo et Giannitsá. Bloqué dans Salonique, il n'eut d'autre solution que de se rendre.
Une cour martiale ottomane le condamna alors à mort pour trahison. Libéré à la fin du conflit par les Grecs, il partit en exil en France puis en Suisse où il mourut et fut enterré.
En 1937, ses cendres furent ramenées au cimetière albanais de Thessalonique.